# نوستك أعسم
نوستك أعسم (الاسم العلمي:Nostoc repandum) هو نوع من البكتيريا يتبع جنس النوستك من الفصيلة النوستكية.